# Gyroporus cyanescens
Gyroporus cyanescens (Bull.) Quél., Enchir. fung. (Paris): 161 (1886).
Gyroporus cyanescens è un fungo basidiomicete che si distingue da altre specie simili per l'intenso viraggio all'azzurro non appena viene toccato.

## Descrizione della specie
Cappello 
Fino a 10–15 cm di diametro, carnoso, emisferico poi convesso, irregolare
cuticolatomentosa, secca, colore giallo sporco.
 Tubuli 
Lunghi fino a 15 mm, liberi, biancastri.

 Pori 
Piccoli, rotondi, bianco-giallognoli, al tocco virano rapidamente all'azzurro.
 Gambo 
9-12 x 2–3 cm, pieno, poi spugnoso e cavernoso, cilindrico, ingrossato alla base, concolore al cappello.
 Carne 
Bianca, soda, di colore tipico azzurro-indaco al taglio.
- Odore: tenue e piacevole.
- Sapore: salato.

## Microscopia

### Spore
8-10 x 4-8 µm, gialle in massa, ellissoidali, ialine.

## Reazioni chimiche

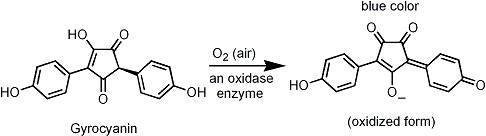

Come detto in precedenza, il G. cyanescens, al taglio vira all'azzurro.
Tale reazione è dovuta ad una sostanza chiamata acido variegatico che resta incolore fino a che non viene a contatto con l'ossigeno. Ciò avviene quando le pareti cellulari del G. cyanescens, al contatto, si rompono esponendo all'aria tale sostanza. Allora l'enzima ossigenasi converte l'acido in questione nel suo chinone metide possiede una colorazione bluastra.
In altri boleti, in ambiente anaerobico, l'acido variegatico viene invece convertito in variegatorubina, che è responsabile del viraggio al rosso.

## Habitat
Fruttifica in estate-autunno, solitario o gregario, specialmente nei boschi di latifoglia in luoghi aperti e asciutti.

## Commestibilità
Discreta.

Va scartato il gambo negli esemplari adulti perché fibroso. Comunque di qualità leggermente inferiore al congenere Gyroporus castaneus.

## Sinonimi e binomi obsoleti
- Boletus constrictus Pers., Synopsis Methodica Fungorum (Göttingen) 2: 508 (1801)
- Boletus cyanescens Bull., Herbier de la France 8: tab. 369 (1788)
- Boletus lacteus Lév., Annls Sci. Nat., Bot., sér. 3 9: 124 (1848)
- Gyroporus lacteus (Lév.) Quél., Enchir. fung. (Paris): 161 (1886)
- Leccinum constrictum (Pers.) Gray, A Natural Arrangement of British Plants (London) 1: 647 (1821)
- Leucoconius cyanescens (Bull.) Beck, Z. Pilzk. 2: 142 (1923)

## Nomi comuni
- Boleto blu, Boleto fiordaliso.
- (FR)  Bolet bleuissant, Indigotier
- (DE)  Kornblumen-Röhrling

## Etimologia
Dal greco kyanòs =azzurro, per la carne che all'aria vira al colore azzurro.

## Specie simili
- Gyroporus ammophilus, che cresce nei litorali sabbiosi ed è responsabile di episodi d'intossicazione gastroenterica.
- Gyroporus castaneus, che ha invece carne immutabile.
- Boletus pulverulentus (Xerocomus pulverulentus), che ha la carne virante al blu intenso e non all'azzurro, un cappello molto scuro, pori verdi e gambo bruno-rossastro.

## Varietà e forme di Gyroporus cyanescens
- Gyroporus cyanescens f. lacteus: di colore bianco
- Gyroporus cyanescens var. sulphureus: di colore giallo verdognolo.